# Familia Colombo
Familia Colombo (/kəˈlɒm.boʊ/, pronunție în italiană [koˈlombo]) este cea mai tânără dintre cele „cinci familii” care formează mafia americană din New York și domină lumea interlopă. În timpul organizării mafiei americane de către Lucky Luciano după războiul Castellammarese și asasinării gangsterilor Giuseppe "Joe Boss" Masseria⁠(d) și Salvatore Maranzano gașca condusă de Joe Profaci a fost recunoscută sub numele de familia Profaci.
Familia își are rădăcinile într-o gașcă de contrabandiști⁠(d) înființată de Joseph Profaci în 1928. Acesta va conduce familia fără probleme până la sfârșitul anilor 1950. Familia a fost de-a lungul timpului măcinată de trei conflicte interne: primul are loc spre finalul anilor 1950 când Joe Gallo, caporegime la vremea respectivă, a intrat în conflict cu Profaci, însă a acționat prea târziu. Gallo este arestat la începutul anilor 1960, iar Profaci moare de cancer. Familia s-a reunit abia în anii 1960 sub conducerea lui Joseph Colombo. În 1971, începe al doilea conflict odată cu eliberarea din închisoare a lui Gallo și asasinarea lui Colombo. Susținătorii celui din urmă, aflați sub conducerea lui Carmine Persico⁠(d), au câștigat războiul după îndepărtarea definitivă a bandei lui Gallo din familia Genovese în 1975. După aceste acțiuni, familia s-a bucurat de 15 ani de liniște sub Persico.
În 1991, cel de-al treilea și cel mai sângeros conflict a izbucnit când acting bossul Victor Orena a  încercat să preia puterea de la Carmine Persico aflat la momentul respectiv în închisoare. Familia s-a împărțit în facțiuni loiale fie lui Orena, fie lui Persico și au purtat un război timp de doi ani. Conflictul a luat sfârșit în 1993 când Orena a fost condamnat și 12 membri ai familiei au fost uciși. După ce a câștigat războiul, Persico a continuat să conducă familia  până la moartea sa în închisoare în 2019. În anii 2000, familia a fost puternic afectată de condamnarea la închisoare a numeroși membri și de informațiile oferite de cei care au fost de acord să colaboreze cu guvernul. Conform poliției, dintre toate familiile din New York, familia Colombo are ca mai slabă influență.